# 迪耶尔
迪耶尔（法語：Dierre，法語發音：[djɛʁ]）是法国安德尔-卢瓦尔省的一个市镇，位于该省东部，属于图尔区。

## 地理
迪耶尔（47°20'46"N, 0°57'9"E）面积10.27 平方千米，位于法国中央-卢瓦尔河谷大区安德尔-卢瓦尔省，该省份为法国中西部省份，北起萨尔特省、东北接卢瓦-谢尔省，东南接安德尔省，南至维埃纳省，西临曼恩-卢瓦尔省。
与迪耶尔接壤的市镇（或旧市镇、城区）包括：昂布瓦斯、谢尔河畔阿泰、布莱雷、图赖讷地区拉克鲁瓦、圣马丹勒博。

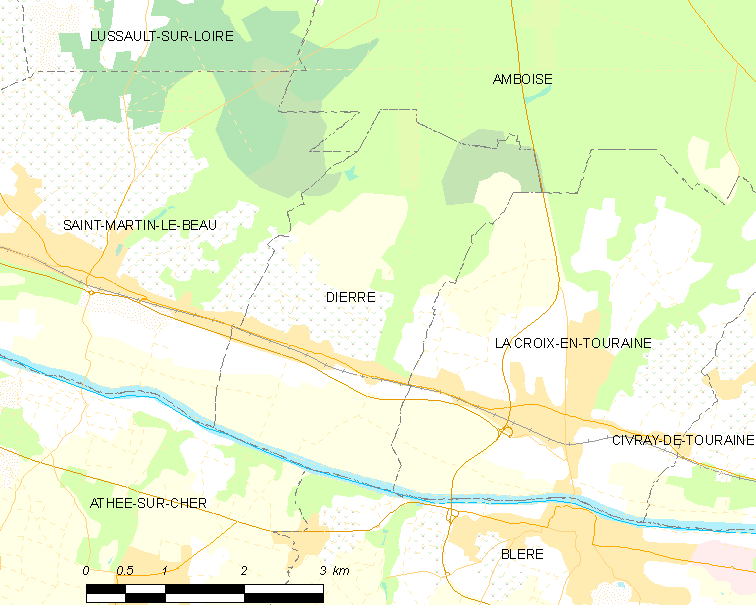
迪耶尔的OSM定位图

迪耶尔的时区为UTC+01:00、UTC+02:00（夏令时）。

## 行政
迪耶尔的邮政编码为37150，INSEE市镇编码为37096。

## 政治
迪耶尔所属的省级选区为布莱雷县。

## 人口

1962-2008年间迪耶尔人口变化图示

迪耶尔于2022年1月1日时的人口数量为637人。